# 长稃伪针茅
长稃伪针茅（学名：Pseudoraphis longipaleacea）为禾本科伪针茅属下的一个种。

## 扩展阅读
- 維基物種上的相關：长稃伪针茅